# Nilkheim

Lage von Nilkheim in Aschaffenburg

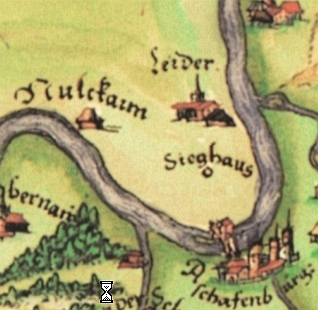
Ausschnitt aus einer historischen Karte des Spessarts aus dem Jahr 1594 mit den Orten Nilkheim (Nulckaim) und Leider

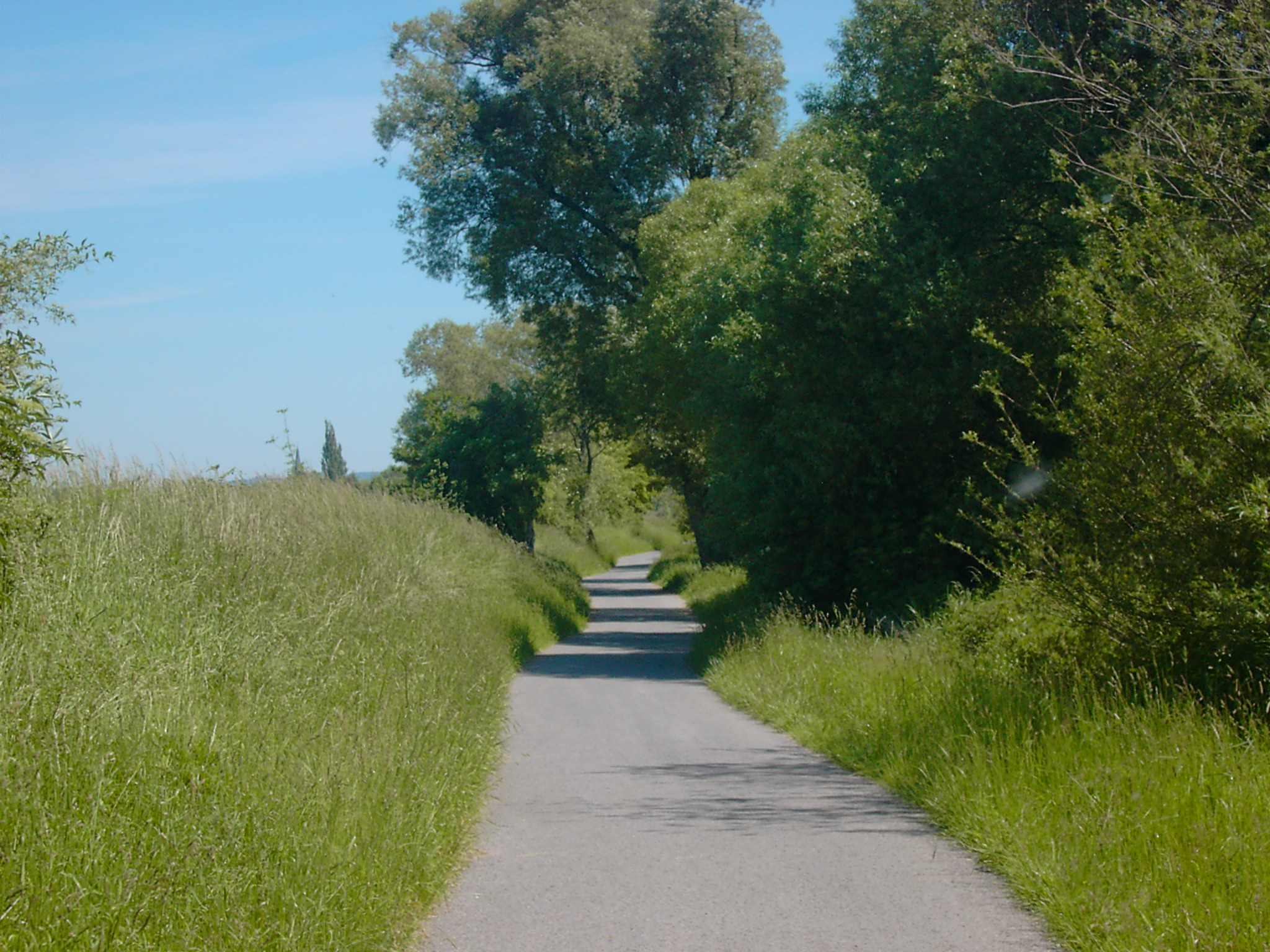
Fussgänger/Radfahrerweg vom Volksfestplatz zur Bahnbrücke

Nilkheim ist ein Stadtteil der kreisfreien Stadt Aschaffenburg mit 5.214 Einwohnern (31. Dezember 2021) und gehört zum Regierungsbezirk Unterfranken im Freistaat Bayern der Bundesrepublik Deutschland. Die Postleitzahl lautet 63741.

## Lage

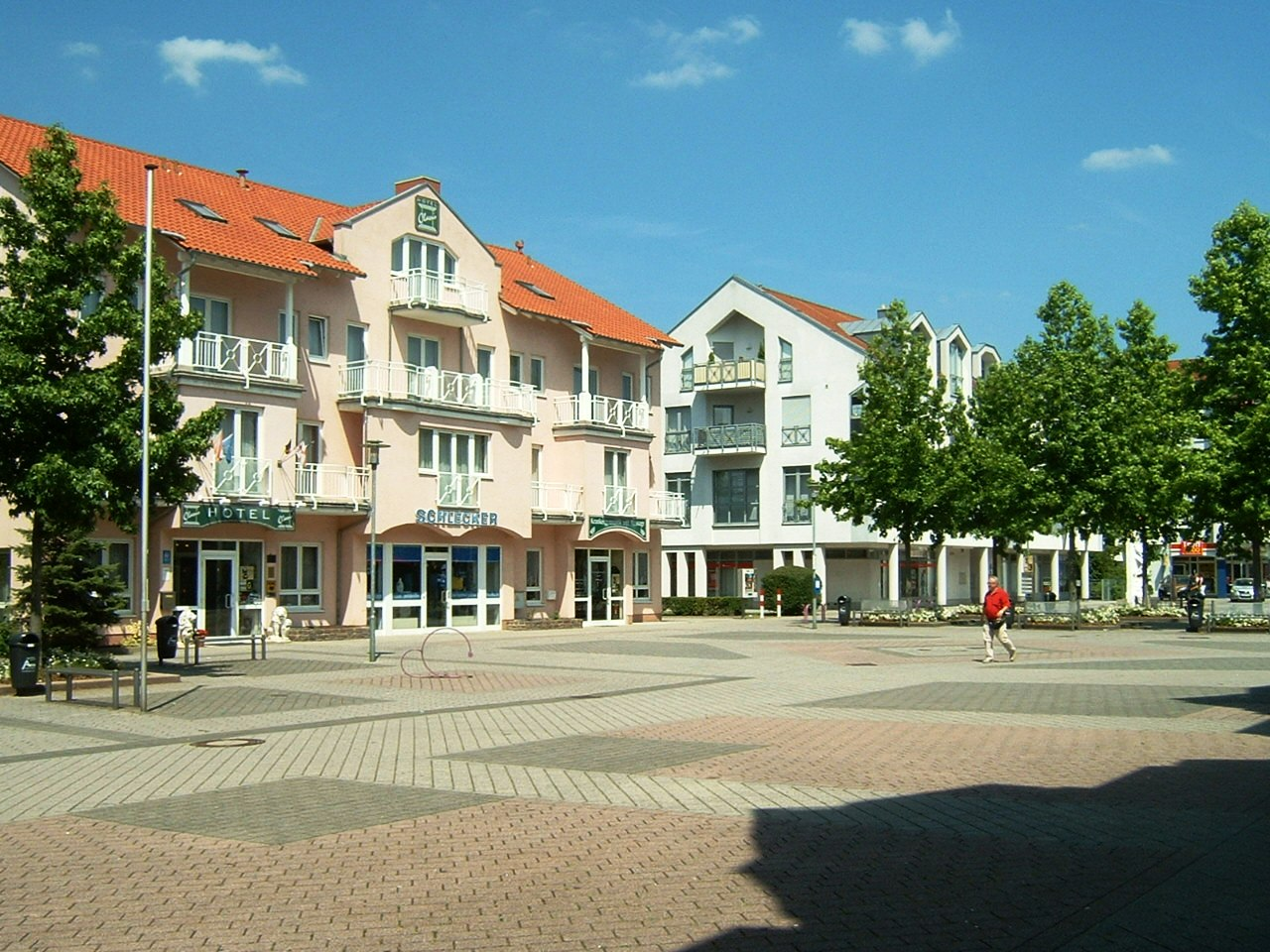
Geschwister-Scholl Platz (Handel und Gastronomie)

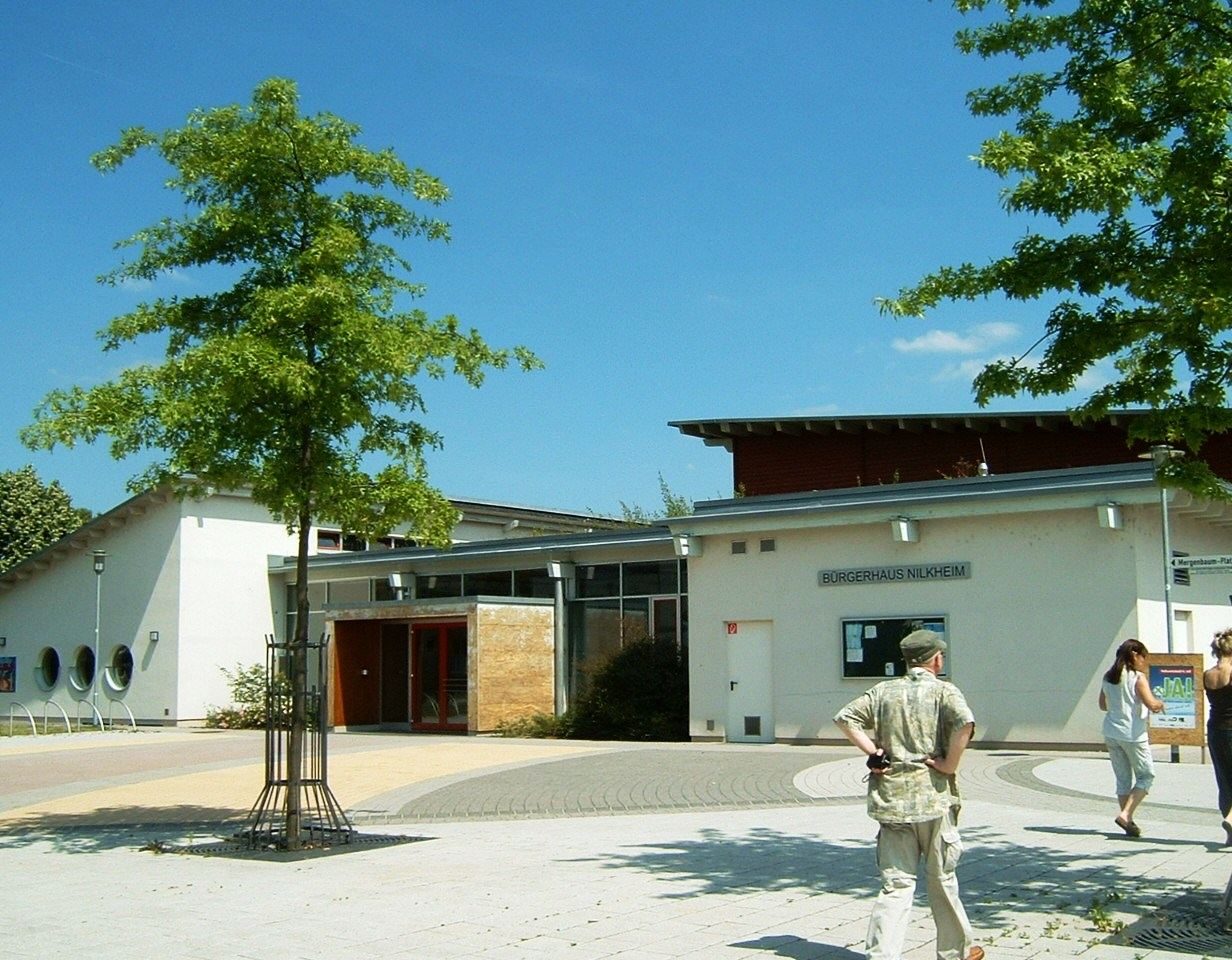
Bürgerhaus Nilkheim

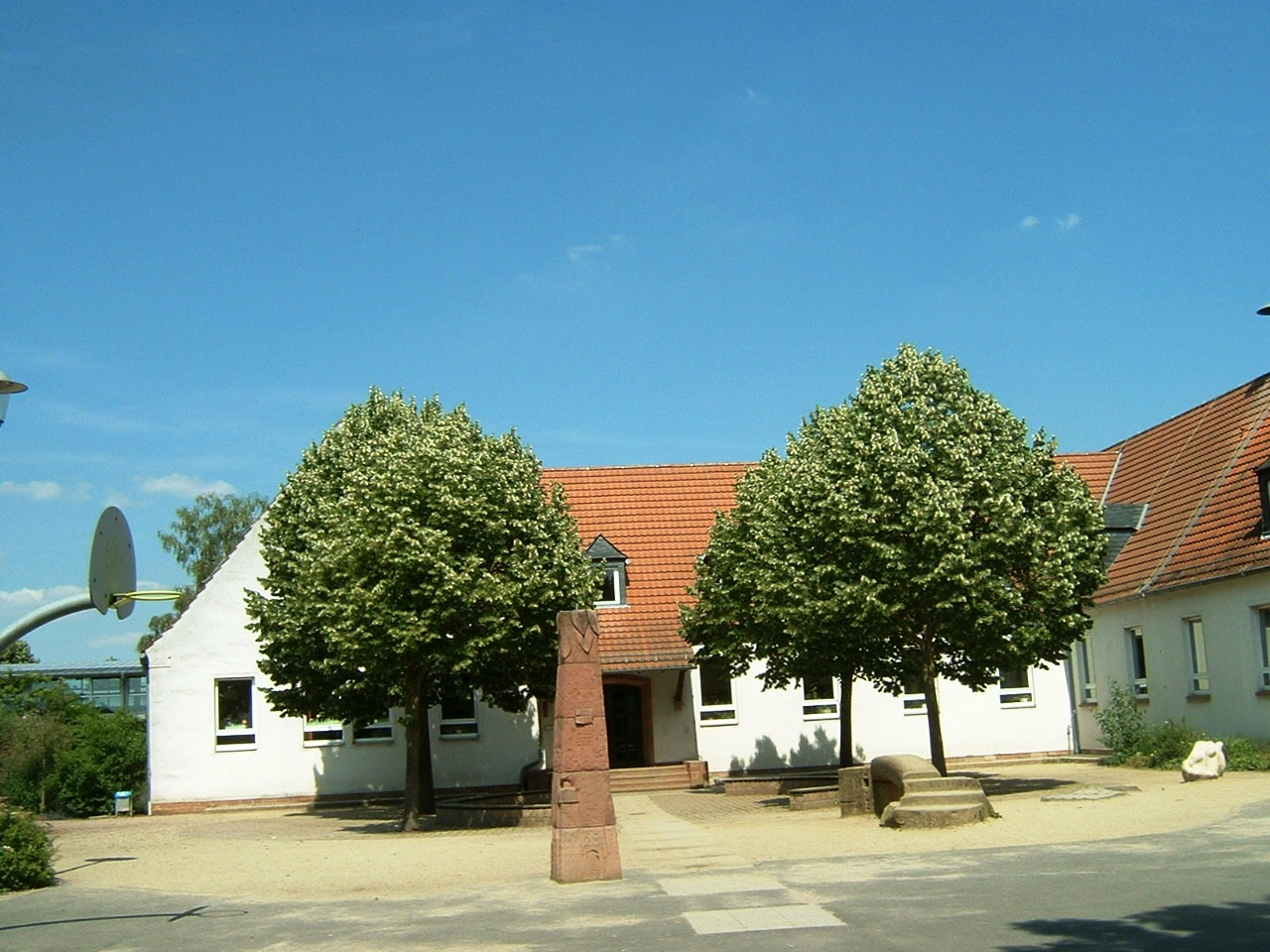
Alte Volksschule Nilkheim (Innenhof)

Der Stadtteil liegt auf der linken Mainseite in der historischen Region Bachgau. Nilkheim grenzt im Süden an die Gemeinde Niedernberg im Landkreis Miltenberg, im Westen dem Verlauf der Kreisstraße AB 16 folgend an den Markt Großostheim und südlich der B 26 an den Markt Stockstadt am Main im Landkreis Aschaffenburg und im Norden an die Darmstädter Straße und damit an den Stadtteil Leider der Stadt Aschaffenburg.

## Geschichte

### Ortsname
Frühere Schreibweisen in Karten und Urkunden
- 1594 Nulckaim
- 1628 Nilken
- 1695 Nulckeim
- 1845 Nilkheimerhof

### Gemarkung
Im Leiderer Mainbogen gab es von alters her die Gemarkungen Nilkheim, Leider und Aschaffenburg. Letztere war begrenzt auf die kleine Fläche des westlichen Brückenkopfes der Mainbrücke; diese Fläche gehört heute zur Gemarkung Leider. Die historische Gemarkung des untergegangenen Dorfes Nilkheim umfasst den Park Schönbusch und grenzt im Norden an Stockstadt, im Westen an Großostheim (beide im Landkreis Aschaffenburg) und im Süden an Niedernberg im Landkreis Miltenberg. Im Südosten verläuft in Mainmitte die Grenze zur Gemarkung Obernau (Stadt Aschaffenburg). Im Osten und Norden verläuft die Grenze zur Gemarkung Leider (Stadt Aschaffenburg) etwa auf der Linie Flughalle – Irrgarten – Schlösschen – Jägerhof. Am 17. Mai 1818 wurde die historische Gemarkung Nilkheim mit dem Schönbusch und dem Nilkeimer Hof als dem städtischen Polizeidistrikt bereits vorher einverleibter Bestandteil dem neu gegründeten Magistrat der Stadt Aschaffenburg zur Verwaltung zugewiesen.
Dass sich das moderne Nilkheim heute überwiegend auf Leiderer Gemarkung und nur zu einem geringen Teil auf der früheren Nilkheimer Gemarkung befindet, kommt daher, dass 1933 in der Nähe des Bahnhaltepunktes Schönbusch, zugleich auch in der Nähe einer Hauptwasserleitung und einer Mittelspannungs-Freileitung auf städtischem Gelände in der Nähe dreier Kiesgruben am Rande der Gemarkung Leider die sogenannte Großostheimer Siedlung – ursprünglich eine Barackensiedlung – von der Stadt Aschaffenburg errichtet worden ist. Diese Obdachlosensiedlung wurde bereits in der Vorkriegszeit von der Stadt Aschaffenburg mit Einzel-, Doppel- und Reihenhäusern sowie einer Schule zu einem eigenen kleinen Stadtteil ergänzt. In die Zeit nach dem Zweiten Weltkrieg fallen eine Reihe zusätzlicher Siedlungserweiterungen (vor allem durch die Tätigkeit gemeinnütziger Wohnungsbaugesellschaften), der Bau der Katholischen Pfarrkirche St. Kilian und schließlich auch die Namensänderung von „Großostheimer Siedlung“ oder auch „Siedlung im Blauen“ in Nilkheimer Siedlung und 1950 schließlich in Nilkheim. Der Name Nilkheim wurde dabei in Anlehnung an die Bezeichnungen Hofgut Nilkheim, Nilkheimer Kapelle und Nilkheimerhof gewählt, die wiederum auf den im Markgräflerkrieg und im Dreißigjährigen Krieg untergegangenen Ort Nulckaim zurückgeführt werden kann.
In Aschaffenburg unterscheidet man heute zwischen der Gemarkung Leider, die fast die gesamte Fläche nordöstlich der Hafenbahn und das Hafengebiet umfasst, und dem Stadtteil Leider, der durch die 1766 von Kurfürst Emerich Joseph angelegte Kleine Schönbuschallee und zusätzlich von der 1780 von Kurfürst Friedrich Karl Joseph angelegten und als Chaussee ausgebauten Großen Schönbuschallee vom größeren Teil seiner Gemarkung abgetrennt wurde. Zwischen den beiden vorgenannten Alleen lag im 18. Jh. das von höherer Bepflanzung freigehaltene Alleefeld, über das damals eine Sichtverbindung zwischen dem Park Schönbusch und der gesamten Aschaffenburger Oberstadt bestand. Das Alleefeld wurde im 19. Jahrhundert und bis zum Ersten Weltkrieg als Exerzierplatz genutzt und in der Folgezeit hauptsächlich mit Kleingarten- und Sportanlagen bebaut. Es kann keinem der beiden benachbarten Stadtteile eindeutig zugeordnet werden. Gleichzeitig mit der Mainkanalisierung und dem Hafenausbau wurden ab Juli 1914 nördlich entlang der Großen Schönbuschallee von den Königlich Bayerischen Staatseisenbahnen die ausgedehnten Gleisanlagen eines Rangier- und Verschiebebahnhofs errichtet. Damit wurde der größere Teil der Leiderer Feldflur endgültig vom Ort Leider abgetrennt.
Der Stadtteil Nilkheim umfasst nicht nur den größten Teil der Gemarkung des untergegangenen Dorfes Nilkheim, sondern auch den vom Stadtteil Leider abgetrennten Teil (s. o.) der Gemarkung Leider. Ein Teil der historischen Gemarkung Nilkheim, die Nilkheimer Huben, wurde nach dem Untergang des Dorfes Nilkheim der Gemarkung Großostheim zugeschlagen und von einem in Großostheim residierenden Hubenschultheiß verwaltet. Im Zuge der Gemeindegebietsreform wurde 1978 der Teil der Nilkheimer Huben dem Gebiet der Stadt Aschaffenburg angegliedert, der östlich der Kreisstraße AB 16 liegt. Somit enthält der Stadtteil Nilkheim auch eine Flur namens Großostheim. Die Nilkheimer und Großostheimer Flur des Stadtteils Nilkheim wird außer dem Park Schönbusch und dem Nilkheimer Park überwiegend industriell und gewerblich genutzt. Die Leiderer Gemarkung des Stadtteils Nilkheim wird als Wohnsiedlung und mit dem Gewerbegebiet Nilkheim I oder auch Nikheim-Ost, gewerblich genutzt.

## Sehenswürdigkeiten

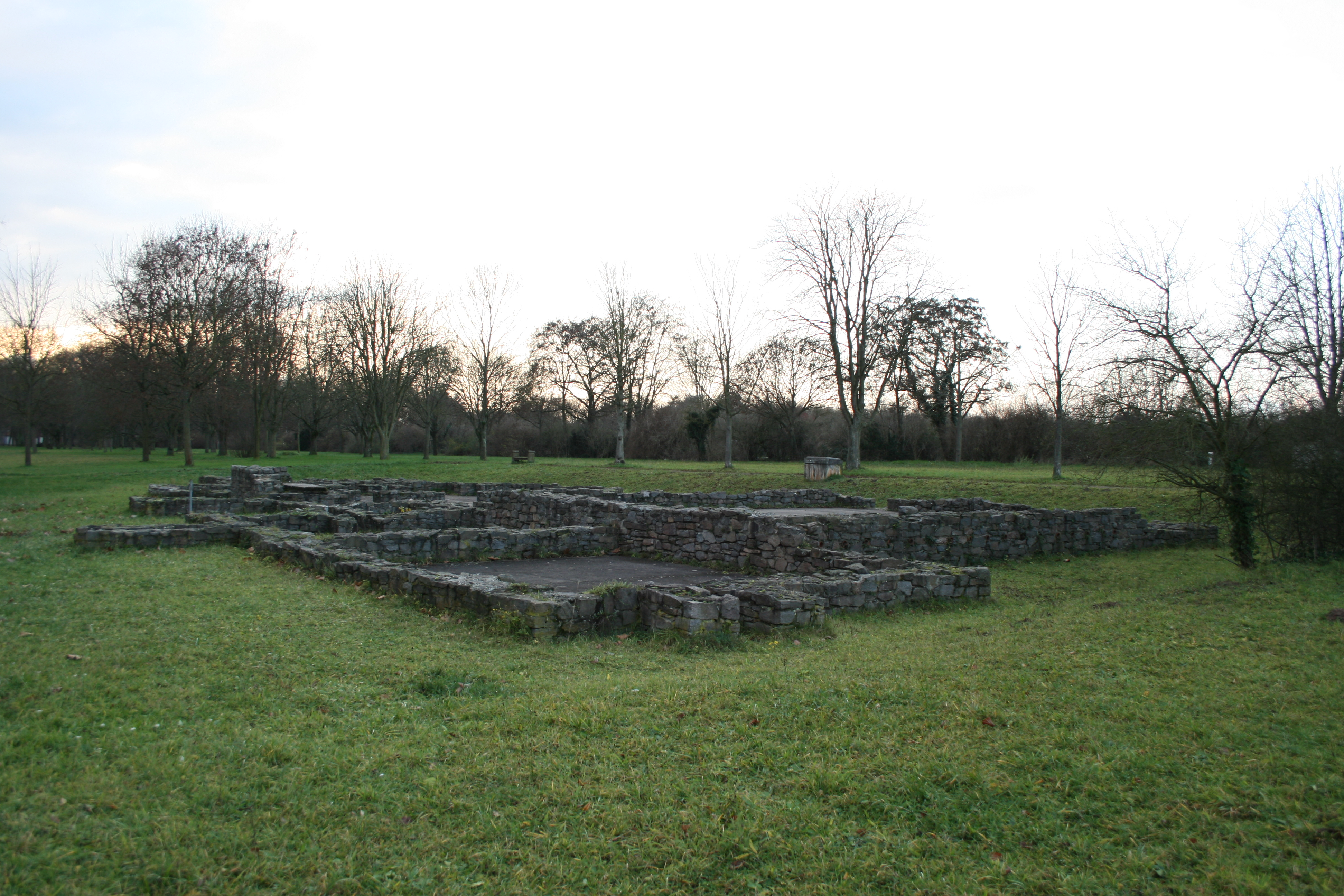
Antikes römisches Bad, versetzt vom Kastell Stockstadt in den Nilkheimer Park

- Besonders sehenswert ist der Englische Landschaftsgarten Park Schönbusch, welcher einer der ersten klassischen Landschaftsgärten auf dem europäischen Kontinent ist.
- In der Nähe des Parks Schönbusch liegt auf dem Gelände eines ehemaligen Hofgutes der 1780–1835 gestaltete Nilkheimer Park, in dem die Ruine eines antiken römischen Warmwasserbades (Thermen) steht, welche 1968 von dem Kastell Stockstadt nach dort versetzt worden ist.
- Nilkheimer Hof, heute vom städtischen Garten- und Friedhofsamt genutzt: Vierseitige Hofanlage aus eingeschossigen Halbwalmdachbauten, die ab 1782 von Emanuel Joseph d’Herigoyen zum landwirtschaftlichen Mustergut ausgebaut wurde, im Hof ein um 1800 errichteter klassizistischer Zentralbau mit Säulenportikus und einem darüber angeordneten  Taubenschlag in Form eines Uhrtürmchens. Auf dem linken Pfosten des Hoftores ist von ursprünglich zwei Sandsteinskulpturen – Löwe mit Putto – eine Skulptur erhalten geblieben. Ein Werk des Bildhauers Heinrich Philipp Sommer im Auftrag von Carl Constantin Victor von Mergenbaum (zwischen 1809 und 1827).
- Nilkheim besitzt zwei Kirchengemeinden, Sankt Jakobus (evang.) und Sankt Kilian (kath.), sowie eine Grundschule, benannt nach dem Maler Christian Schad, der lange in der Nähe Aschaffenburgs lebte.

## Wirtschaft
Bedeutende Industrieunternehmen, welche Betriebe im Industriegebiet Nilkheim-West haben, sind die Linde Material Handling GmbH, die Linde Hydraulics GmbH & Co. KG, Suffel Fördertechnik und das Einzelhandelsunternehmen Möbelhaus „Möbel Kempf GmbH & Co. KG“.

## Verkehr
Nilkheim wird über die die B 26 und die St 3115 erschlossen, die beide sowohl an die städtische Ringstraße, als auch an die autobahnähnlich ausgebaute B 469 und über diese an die Autobahnen A 3 und A 45 angeschlossen sind. Der Stadtteil wird von den VAB-Buslinien 6, 53, 54, 55 und 60 angefahren. Die Nilkheimer Eisenbahnbrücke über den Main (Baujahr 1910) und die Eisenbahnbrücke über die St 3115 gehörten ursprünglich nur zu der 1911 und 1912 bis Höchst im Odenwald errichteten Bachgaubahn. Mit dem Bau des Staatshafens Aschaffenburg (1914–1921) wurden sie zudem Teil der Bahnstrecke Aschaffenburg Süd – Neuer Hafen. Seit 1991 ist die Bachgaubahn bis auf die heute der Bayernhafen GmbH Co. KG gehörenden Eisenbahnbrücke und dem Anschluss von Gewerbebetrieben im Gebiet Nilkheim West stillgelegt und abgebaut.

## Sport
Da Nilkheim und Leider flächenmäßig groß sind, haben zahlreiche Fußballvereine in diesem Gebiet ihre Sportstätten angesiedelt. So unter anderem der VfR Nilkheim (Ursprungsverein von Felix Magath), DJK Aschaffenburg, TuS Leider und Viktoria Aschaffenburg.

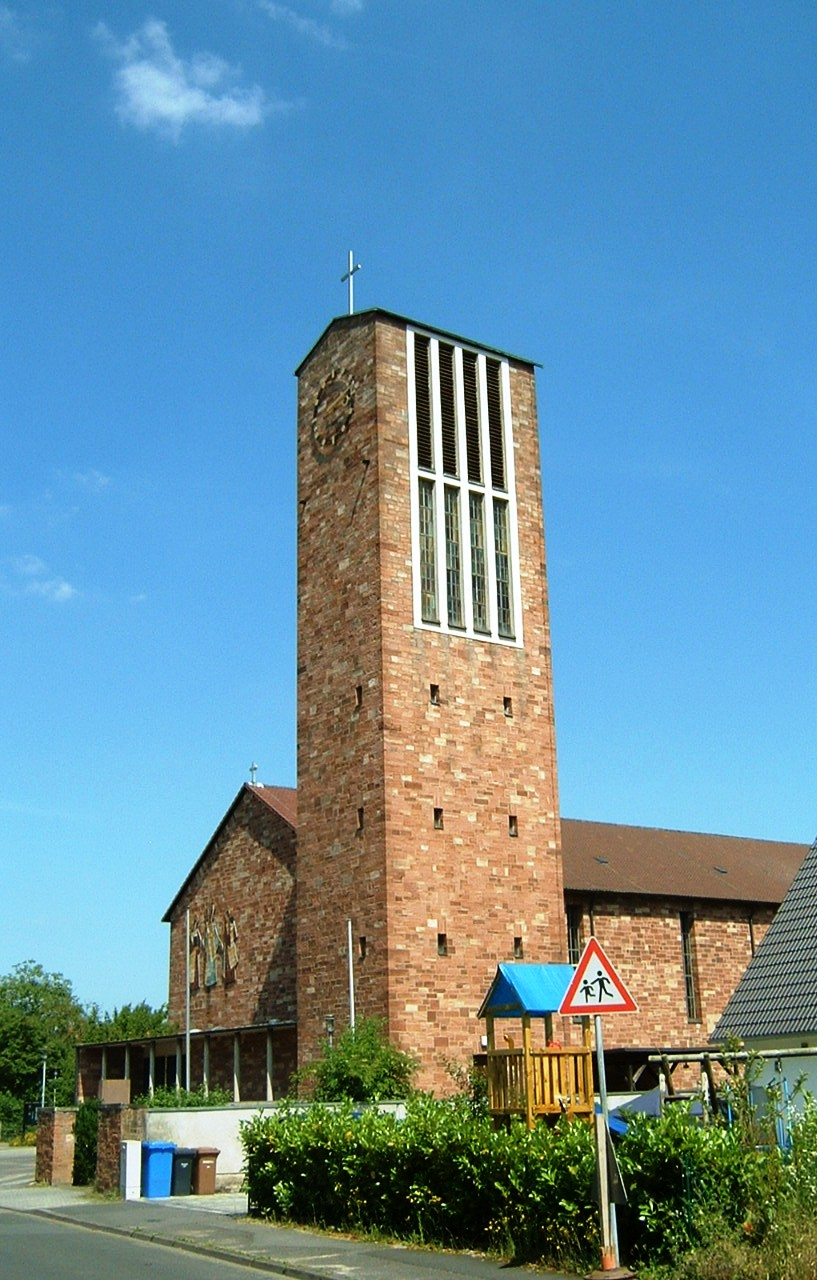
Katholische Kilianskirche
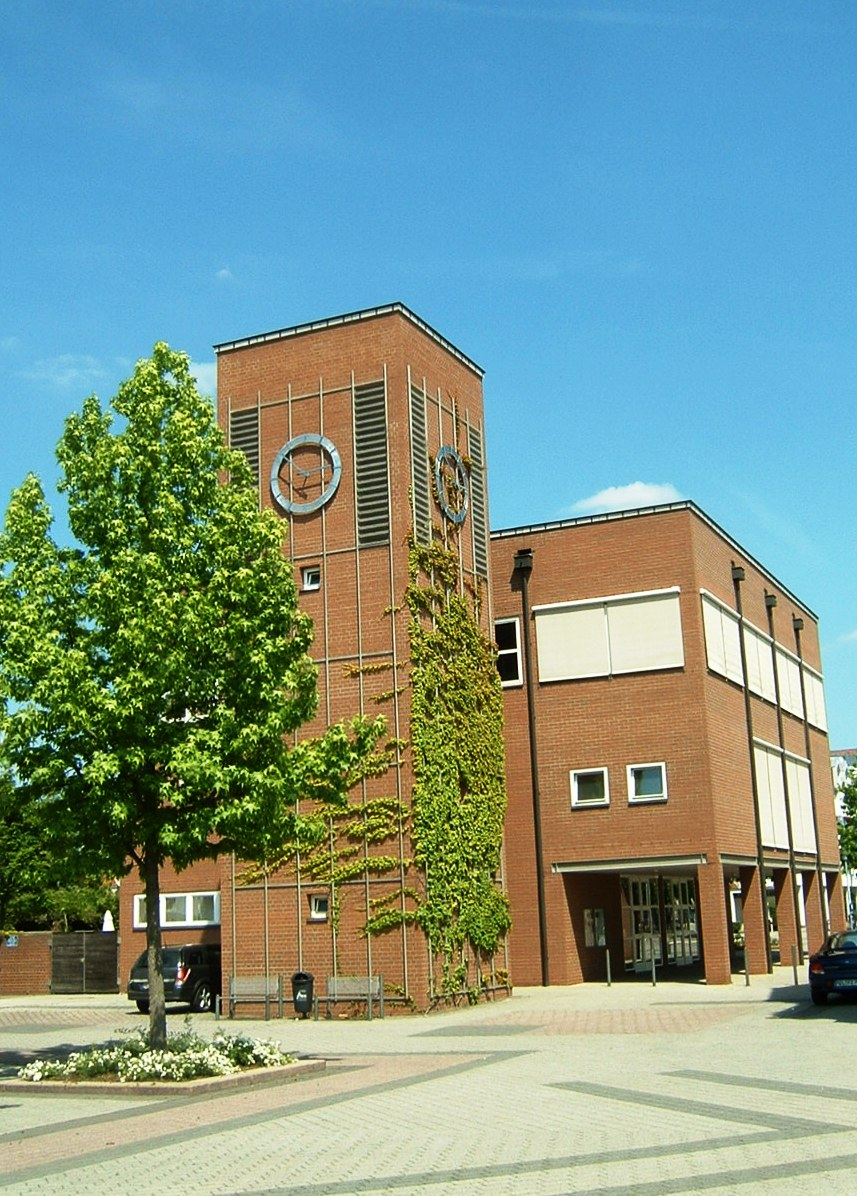
Evangelische Jakobuskirche
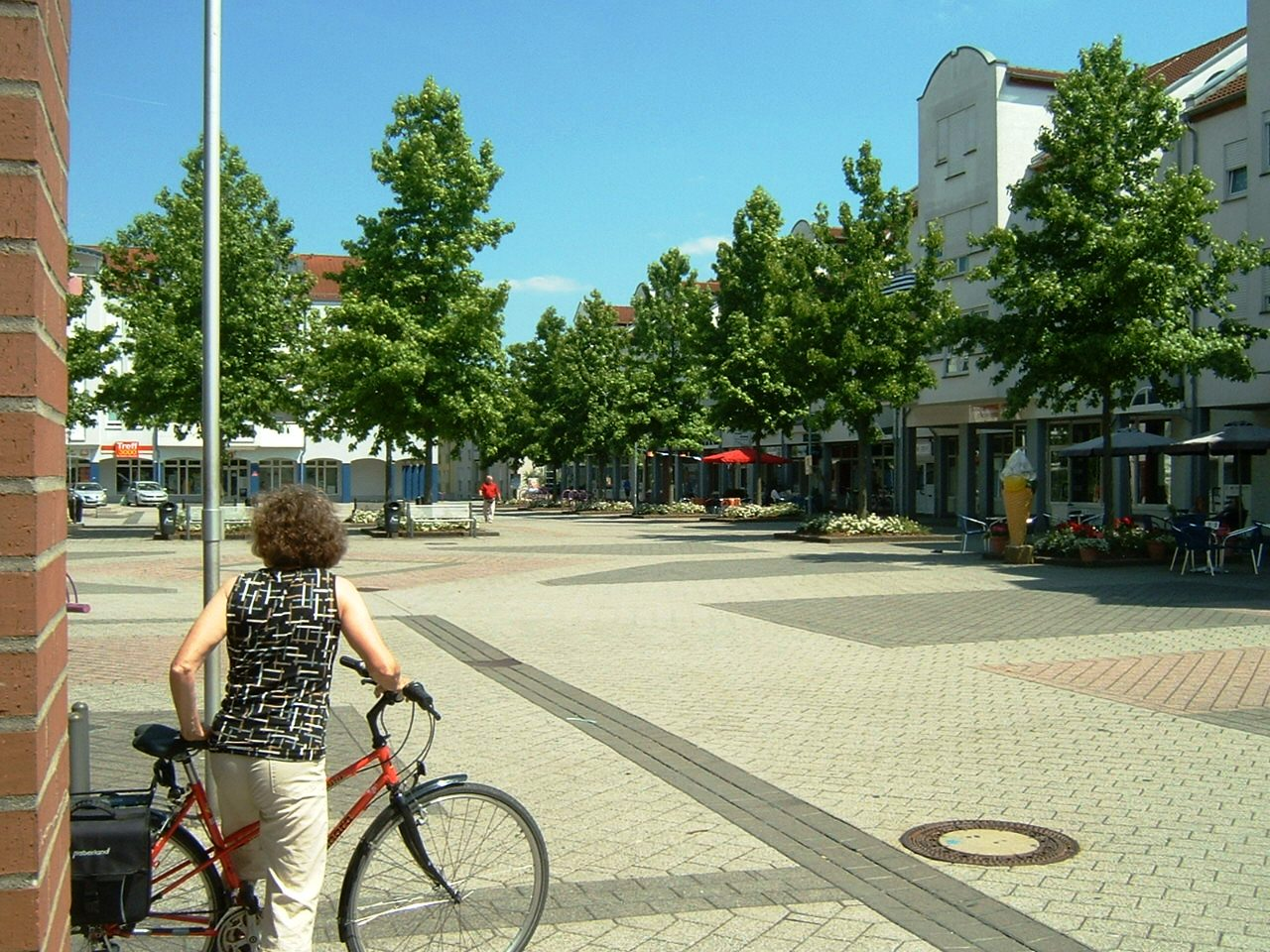
Nilkheim Mitte
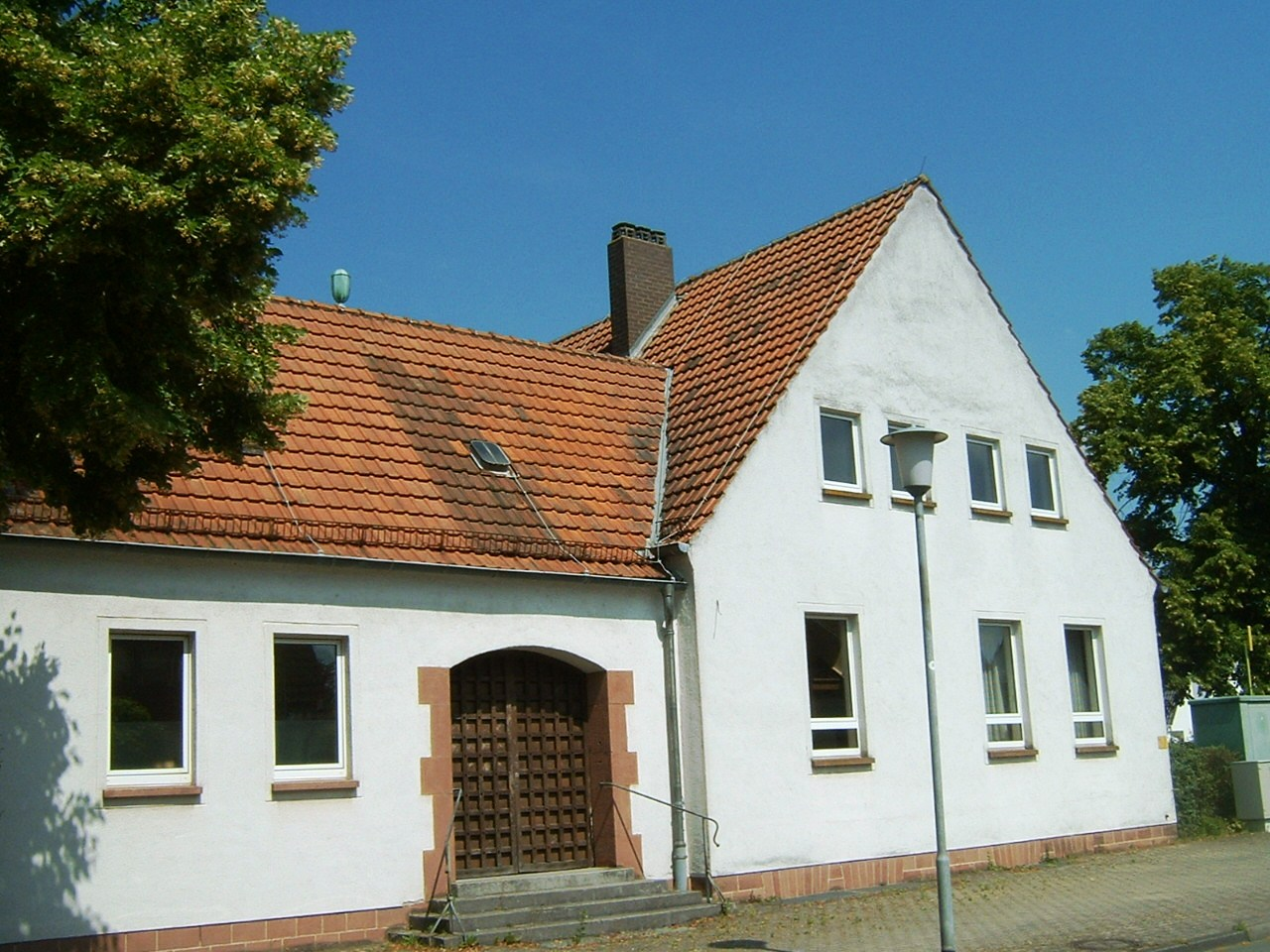
Volksschule(Lindenweg Straßenseite)
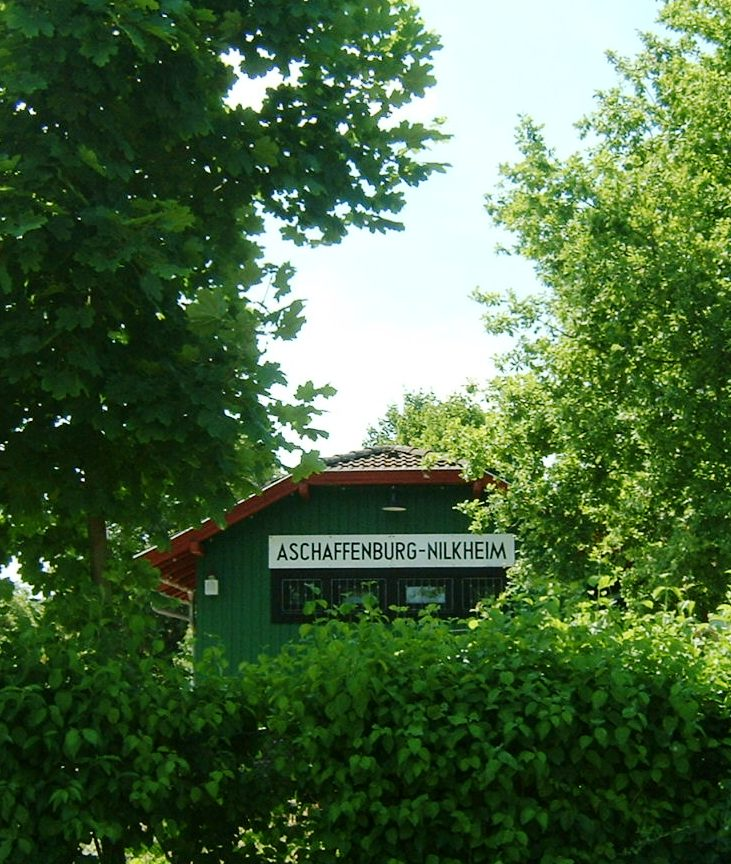
Alter Bahnhof am Rand des Schönbusch

## Bekannte Personen aus Nilkheim
- Carl Constantin Victor von Mergenbaum (* 29. Oktober 1778 in Frankfurt am Main; † 8. September 1845 in Aschaffenburg-Hofgut Nilkheim) war ein deutscher Landwirt, königlicher Kämmerer und Mäzen.
- Wolfgang Felix Magath (* 1953 in Aschaffenburg) ist ein deutscher Fußballtrainer, Funktionär und ehemaliger Fußballspieler. Er begann 1960 mit dem Fußballspielen beim VfR Nilkheim.
- Josef Parzeller (1924–2000), Träger des Bundesverdienstkreuzes, der Verdienstplakette in Bronze des Bayerischen Landessportverbandes und des Ehrenbriefs der Stadt Aschaffenburg (Verleihung 1982). Vorsitzender des VfR Nilkheim, später Ehrenvorsitzender, Vorsitzender des CSU-Ortsverbands Nilkheim, später Ehrenvorsitzender, Stadtrat, Vorsitzender des Pfarrausschusses bzw. Pfarrgemeinderates, Kirchenpfleger der Pfarrei St. Kilian, Geschäftsführer des katholischen Kindergartens. Langjähriges Mitglied der Versehrten-Sportgemeinschaft und Vorstandsmitglied des Stadtverbands für Sport.
- Anna Parzeller (* 1924), Trägerin des Ehrenbriefs der Stadt Aschaffenburg, als erste Frau (Verleihung 1989). „Mutter Anna“ stand ihrem Mann von Anfang an zur Seite. Im Heimatverein VfR Nilkheim übernahm sie 1969 die Leitung der Turnabteilung und ab 1973 als Frauenvertreterin im BLSV Kreis die Verantwortung für die Fortbildungslehrgänge für Übungsleiter.
- Der in der Region bekannte Journalist und Schriftsteller Franz Schaub (1914–2002) hatte hier seinen Wohnsitz.
- Dieter Johann Schwind (1963–1993), 1983 Junioren-Weltmeister im Federgewicht im griechisch-römischen Stil, erschossen.